# Soldaten sind Mörder

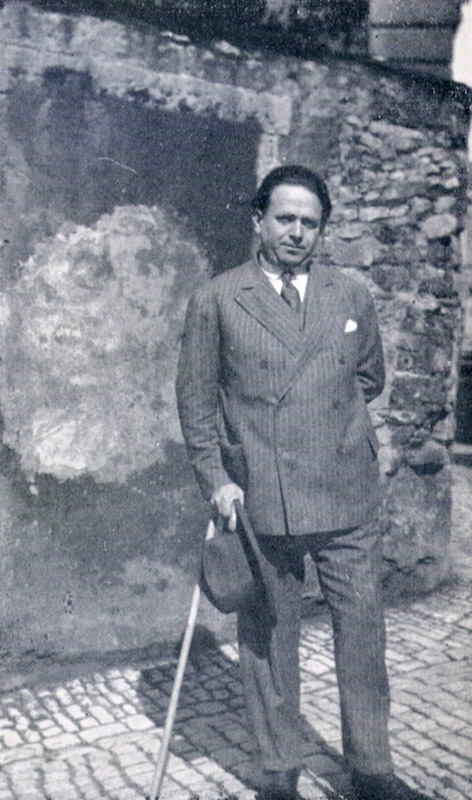
Von Kurt Tucholsky stammt die Aussage „Soldaten sind Mörder“.

Die Aussage „Soldaten sind Mörder“ stammt aus der Glosse Der bewachte Kriegsschauplatz, die Kurt Tucholsky 1931 in der Zeitschrift Die Weltbühne publizierte. Unter dem Pseudonym Ignaz Wrobel schrieb er:

„Da gab es vier Jahre lang ganze Quadratmeilen Landes, auf denen war der Mord obligatorisch, während er eine halbe Stunde davon entfernt ebenso streng verboten war. Sagte ich: Mord? Natürlich Mord. Soldaten sind Mörder.“

Der verantwortliche Redakteur Carl von Ossietzky wurde daraufhin 1932 wegen „Beleidigung der Reichswehr“ angeklagt, jedoch freigesprochen mit der Begründung, dass keine konkreten Personen gemeint gewesen seien und eine unbestimmte Gesamtheit nicht beleidigt werden könne. In den folgenden Jahrzehnten wurde der Satz zu einer Parole von Pazifisten und Antimilitaristen.
„Soldaten sind Mörder“ - Die Deutschen und der Krieg ist zudem der Titel eines Buches von Gerhard Zwerenz aus dem Jahr 1988, in dem er sich essayistisch mit dem Nachleben des Krieges in Deutschland, der Rolle der Wehrmacht, der Bundeswehr und der individuellen wie kollektiven Kriegsschuld auseinandersetzt. Durch den politisch linken Autor und PDS-Mitglied und den provokanten Buchtitel haben insbesondere konservative Gruppen in der Bundesrepublik die Bundeswehr und Bundeswehrangehörige als verunglimpft empfunden.
Die Aussage „Soldaten sind Mörder“ – vor allem im Zusammenhang mit einer vermeintlich gegen die Bundeswehr gerichteten Einstellung – war somit Anlass für verschiedene Gerichtsverfahren. In letzter Instanz entschied das Bundesverfassungsgericht 1995 wie bereits das Schöffengericht Berlin 1932, dass eine Äußerung wie „Soldaten sind Mörder“ nur dann strafbar ist, wenn sie sich eindeutig auf bestimmte Personen oder Institutionen bezieht und als Herabwürdigung verstanden werden kann: Eine unbestimmte Gruppe wie „Soldaten“ ist danach nicht ohne Weiteres beleidigungsfähig.

## Vorgeschichte
Schon lange vor Tucholskys Zeit wurde nicht nur der Krieg an sich, sondern auch speziell der Soldatenberuf immer wieder als unethisch kritisiert und das Töten im Krieg auf eine Stufe mit Mord gestellt. So schrieb Cyprian von Karthago (* um 200) in einem Brief:

„Der Mord ist ein Verbrechen, wenn ein einzelner ihn begeht; aber man ehrt ihn als Tugend und Tapferkeit, wenn ihn viele begehen! Also nicht mehr Unschuld sichert Straflosigkeit zu, sondern die Größe des Verbrechens!“

Ähnlich äußerten sich andere Vertreter der Alten Kirche. Mehrere Schriftsteller des 18. und 19. Jahrhunderts bezeichneten das Soldatenhandwerk als Mord, darunter Voltaire („Mordbrenner“), Heinrich Heine („stehende Heere von hunderttausenden Mördern“) und Georg Büchner („gesetzliche Mörder“). Der Aufklärer und Spracherneuerer Joachim Heinrich Campe bemühte sich vergeblich, statt „Soldaten“ den Begriff „Menschenschlächter“ in die deutsche Sprache einzuführen.
Zu Beginn des 20. Jahrhunderts waren es nicht nur Tucholsky, sondern auch Ernst Friedrich („Soldaten-‚Handwerk‘ ist Mordhandwerk!“; Krieg dem Kriege) und Rosa Luxemburg („Mordwaffen“), die das Töten im Krieg in die Nähe des Mordes rückten. Keine dieser Aussagen führte jedoch zu ähnlich starken gesellschaftlichen Reaktionen oder Gerichtsprozessen wie Tucholskys Satz.

## Tucholskys Aussage und Reaktionen

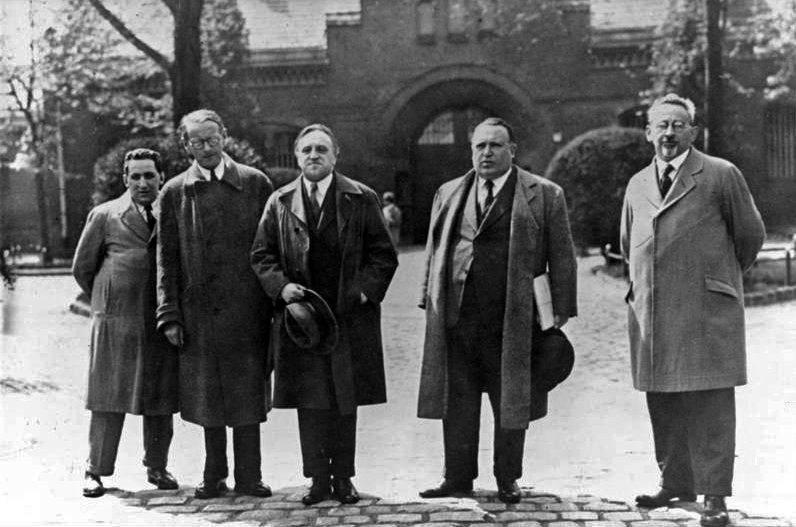
Carl von Ossietzky (Mitte) – hier vor der Strafanstalt in Berlin-Tegel – musste sich als veröffentlichender Redakteur 1932 wegen Tucholskys Glosse in der Weltbühne vor Gericht verantworten. (v. l. n. r.: Kurt Grossmann, Rudolf Olden, Carl von Ossietzky, Alfred Apfel, Kurt Rosenfeld)

Kurt Tucholsky, der selbst Soldat im Ersten Weltkrieg war und 1919 den Friedensbund der Kriegsteilnehmer mitgründete, schrieb die Glosse in der Friedensausgabe der Weltbühne vom 4. August 1931, in deren Mittelpunkt eine korrigierte Übersetzung der Exhortatio gegen den Krieg von Benedikt XV. stand. In der Exhortatio vom 28. Juli 1915 bezeichnete der Papst den Ersten Weltkrieg als „grauenhaft nutzlose Schlächterei“, die „Europa entehrt“. Tucholsky kritisierte in weiten Teilen der Glosse Der bewachte Kriegsschauplatz die Feldgendarmerie, die in sicherem Abstand vom Kampfbereich dafür sorge, dass „vorn richtig gestorben wurde“, und Deserteure ermorde.
Die Auffassung „Soldaten sind Mörder“, die nur Thema eines relativ kurzen Abschnitts der Glosse ist, hatte Tucholsky bereits vor 1931 mehrfach öffentlich vertreten, er sprach von „professionellen Mördern“ und „ermordeten Mördern“, ohne jedoch starke Reaktionen in der Öffentlichkeit hervorzurufen.
Nach der Veröffentlichung in der Weltbühne-Ausgabe Nr. 31 vom 4. August 1931 klagte Reichswehrminister Wilhelm Groener gegen den verantwortlichen Redakteur Carl von Ossietzky, der zur Zeit des Prozesses aufgrund seiner Verurteilung im Weltbühne-Prozess bereits inhaftiert war. Tucholsky wurde nicht angeklagt, da er sich aus politischen Gründen bereits seit 1929 in Schweden aufhielt und dadurch für die deutsche Justiz unerreichbar war. Zwar erwog er, freiwillig zum Prozess nach Deutschland zu kommen, um seinem Freund Ossietzky beizustehen, er entschied sich jedoch aus Angst vor einem Angriff der Nationalsozialisten dagegen. Diese Entscheidung bereitete Tucholsky noch kurz vor seinem Tod Gewissenskonflikte. Er versorgte die Verteidiger Ossietzkys mit Material, das aus Zitaten bestand, in denen berühmte Persönlichkeiten Soldaten als Mörder bezeichnet hatten.
In seinem Schlusswort fasste der Angeklagte Ossietzky seine Position folgendermaßen zusammen:

„Aber es ist falsch, wenn man annimmt, dass es sich in dem ‚Weltbühnen‘-Artikel um die Diffamierung eines Standes handelt; es handelt sich um die Diffamierung des Krieges.“

Das Berliner Schöffengericht sprach Ossietzky am 1. Juli 1932 mit der Begründung frei, dass der allgemeine Satz „Soldaten sind Mörder“ nicht auf bestimmte Personen ziele und deshalb keine Beleidigung sei. Ein Revisionsantrag der Staatsanwaltschaft wurde vom Kammergericht nicht zugelassen.
Auch als Reaktion auf den Freispruch wurde im Dezember 1932 per Notverordnung des Reichspräsidenten Paul von Hindenburg ein besonderer „Ehrenschutz für Soldaten“ durch ein neues Gesetz (§ 134a) im Strafgesetzbuch festgeschrieben. Demnach sollte derjenige, „der die deutsche Wehrmacht beschimpft oder böswillig und mit Überlegung verächtlich macht“, mit Gefängnis bestraft werden. Die Rechtslage des Ossietzky-Prozesses dürfte hiervon jedoch nicht entscheidend verändert worden sein, da die Begründung des Berliner Schöffengerichts gerade darin bestand, dass Tucholskys Satz nicht speziell auf Angehörige der Reichswehr gezielt habe.
Der § 134a StGB wurde zusammen mit dem in der Zeit des Nationalsozialismus hinzugefügten § 134b StGB, der einen speziellen Ehrenschutz für die NSDAP enthielt, 1946 durch den Alliierten Kontrollrat abgeschafft.

## Auseinandersetzungen um das Zitat in der Bundesrepublik Deutschland

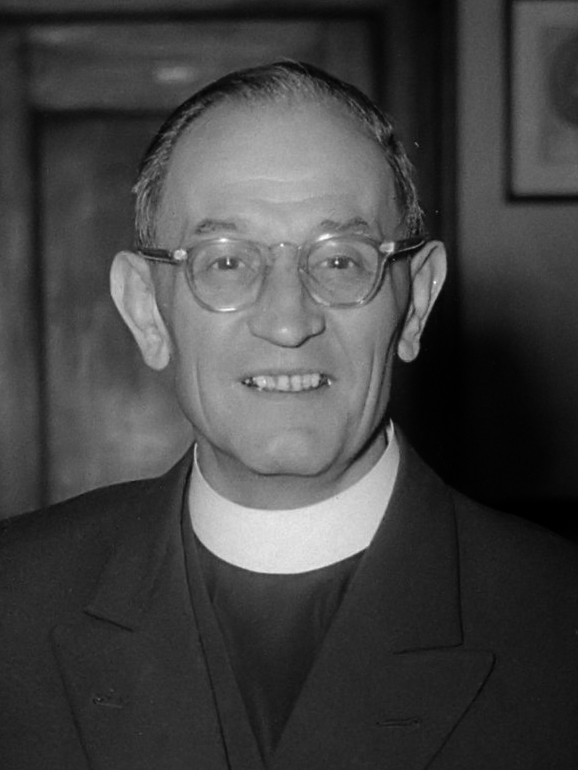
Emil Gustav Friedrich Martin Niemöller bezeichnete in seiner „Kassler Rede“ die Ausbildung zu Soldaten im Atomzeitalter als „Ausbildung zum Massenmord“

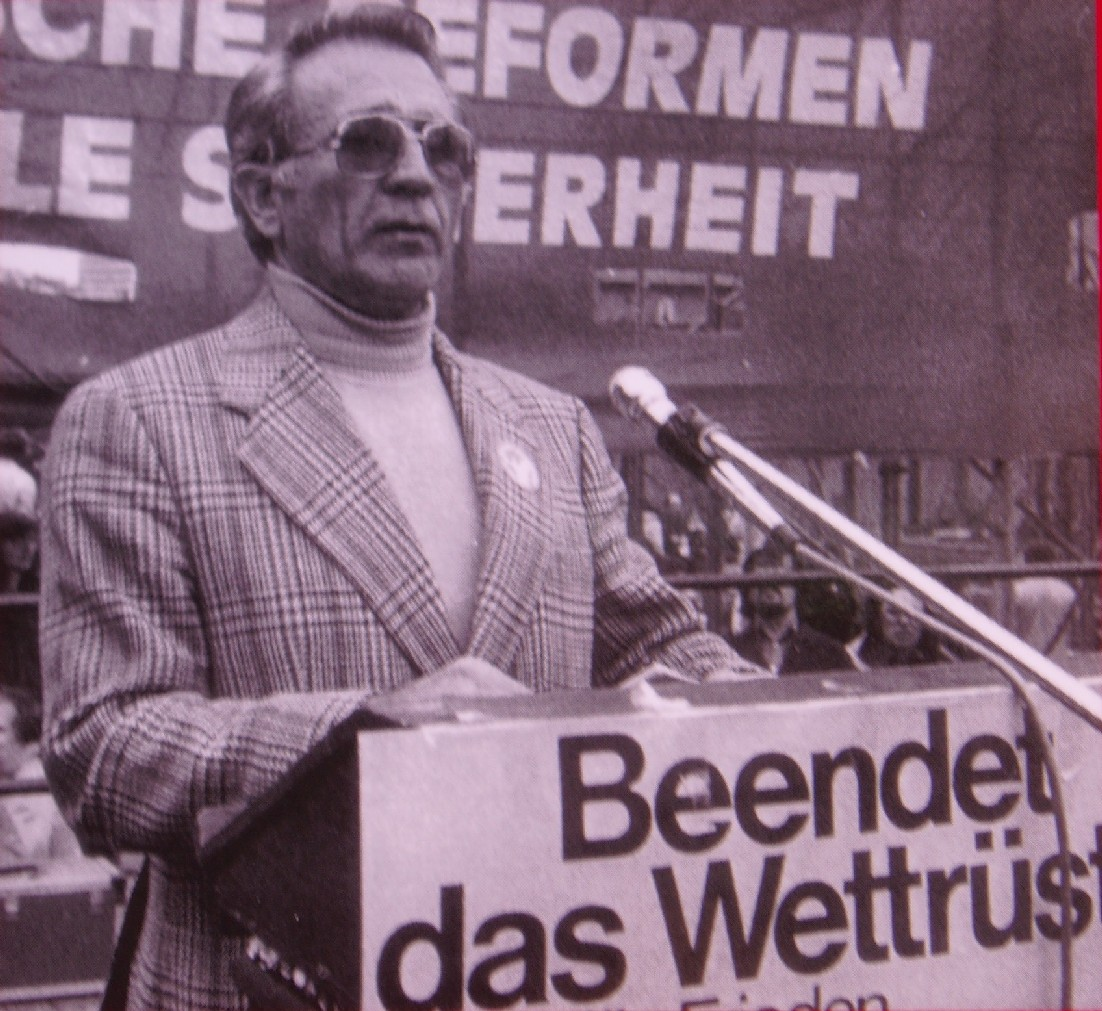
Lorenz Knorr bezeichnete Generäle der NS-Diktatur als Massenmörder

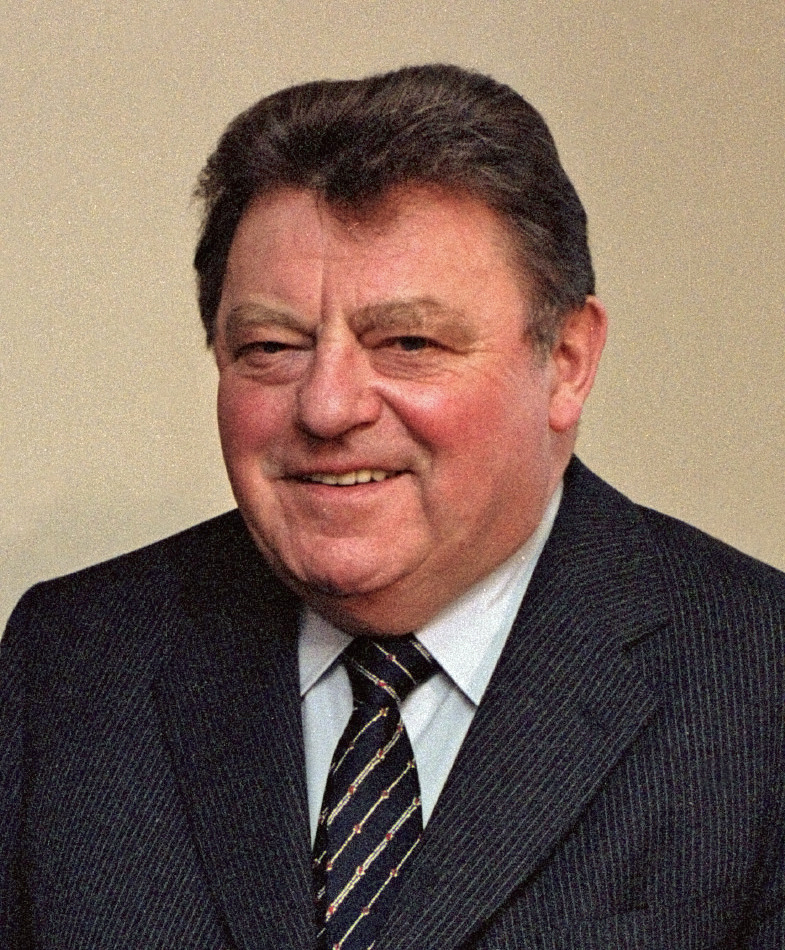
Franz Josef Strauß erstattete in den beiden o. g. Fällen erfolglos Strafanzeige

Konservative bis reaktionäre Kräfte des Nachkriegsdeutschlands, zu denen auch Franz Josef Strauß gehörte, sahen die Bundeswehr und Bundeswehrangehörige durch den Satz „Soldaten sind Mörder“ als in der Ehre verletzt an. Daher kam es zu verschiedenen Anzeigen und Gerichtsverfahren. Ab 1984 und nochmals verstärkt durch das Buch von Gerhard Zwerenz „Soldaten sind Mörder“ – Die Deutschen und der Krieg war Tucholskys Aussage populär und wurde von einer breiten Öffentlichkeit kontrovers diskutiert.
So schrieb der Physiker Max Born in einem Essay:

„Im Krieg waren die Kennzeichen des idealen Soldaten Stärke und Mut, Großmütigkeit gegenüber dem unterlegenen Feind und Mitleid gegenüber dem Wehrlosen. Nichts davon ist übriggeblieben. Moderne Waffen der Massenvernichtung lassen keinen Raum für irgendwelche sittlich begründeten Einschränkungen und degradieren den Soldaten zu einem technischen Mörder.“

Martin Niemöller, Präsident der Evangelischen Kirche in Hessen und Nassau, hatte in einer Kasseler Rede am 25. Januar 1959 die Ausbildung von Soldaten im Atomzeitalter als „Ausbildung zum Massenmord“ bezeichnet und Eltern davor gewarnt, ihre Söhne Soldat werden zu lassen. Nach Angaben des Bundesverteidigungsministeriums nannte Niemöller die Bundeswehr auch eine „Hohe Schule für Kriegsverbrecher“. Daraufhin hatte der damalige Verteidigungsminister Franz Josef Strauß Strafanzeige wegen Beleidigung der Bundeswehr erstattet. Die Staatsanwaltschaft erhob jedoch keine Anklage. Ein Auszug aus der Rede Niemöllers:

„Denn sie wissen, was sie tun! Krieg ist gegen den Willen Gottes. Nun ja, das ist viel gesagt und gar nichts getan. Mord ist auch gegen den Willen Gottes. Aber damit, dass ich das feststelle und Morde nicht verhindere, habe ich eben noch gar nichts getan. Und damit ist heute die Ausbildung zum Soldaten die Hohe Schule für Berufsverbrecher. Mütter und Väter sollen wissen, was sie tun, wenn sie ihren Sohn Soldat werden lassen. Sie lassen ihn zum Verbrecher ausbilden.“

Strauß hat neben anderen Klägern auch gegen Lorenz Knorr Strafanzeige gestellt, der 1961 mehrere ehemalige Wehrmachtsgeneräle als Massenmörder bezeichnete. In der öffentlichen Diskussion um die juristischen Auseinandersetzungen, standen die konkreten Rolle der Wehrmacht im Zweiten Weltkrieg im Vordergrund: Knorr hatte die konkreten Verbrechen der Generäle explizit nachgewiesen, die sich durch Krankheit von einem Gerichtsverfahren verschont wurden. Es ging also nicht um Soldaten, die im Zitat abstrakt mit Mördern gleichgesetzt werden, sondern um konkrete Massenmorde durch Wehrmachtsoffiziere. Nach einer anfänglichen Verurteilung zu 300 DM wurde das Verfahren am 3. Mai 1972 wegen Geringfügigkeit nach § 153 StPO eingestellt.
Es gab eine größere Anzahl von Prozessen zu ähnlichen Aussagen, die weniger bekannt geblieben sind oder bei denen das Urteil nicht veröffentlicht wurde.
Beispielsweise kam es am 6. Oktober 1970 am Landgericht Karlsruhe zu einem Freispruch in einem Verfahren, in dem es um die Darstellung eines auf ein Bajonett gespießten Babys mit dem Untertext „Geh’ zur Bundeswehr, lerne schlachten“ ging.

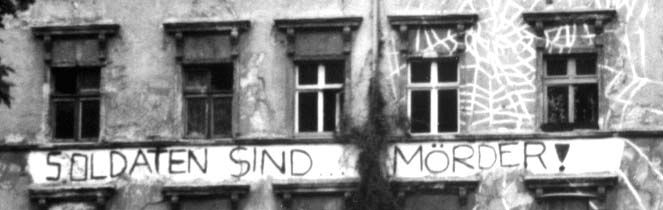
Tucholsky-Zitat an einer Hauswand in Berlin, um 1996

1981 endete ein Verfahren am Landgericht Limburg wegen des folgenden Zitats mit einem Freispruch:

„Jeder Soldat ist ein berufsmäßig trainierter Mörder, jeder Ausbilder ein Anstifter zu Mordtaten, jeder Luftwaffenpilot ein professioneller Bombenwerfer, jede Armee ist eine Terrorbande.“

### Frankfurter Soldatenurteile
Eine heftige öffentliche Debatte um den Tucholsky-Satz entbrannte im Rahmen der sogenannten „Soldatenurteile“ von Frankfurter Gerichten. Bei einer Podiumsdiskussion, die am 31. August 1984 in der Frankfurter Friedrich-Ebert-Schule stattfand, hatte sich ein Arzt der IPPNW und ehemaliger Sanitätsoffiziersanwärter gegenüber einem anwesenden Jugendoffizier folgendermaßen geäußert:

„Jeder Soldat ist ein potentieller Mörder – auch Sie, Herr W. In der Bundeswehr gibt es einen Drill zum Morden.“

Es folgten lange gerichtliche Auseinandersetzungen wegen des Vorwurfs der Volksverhetzung.
In der mündlichen Verhandlung vor dem Landgericht Frankfurt legte die Verteidigung mit Sachverständigen, den Friedensforschern Hanne-Margret Birckenbach und Erich Schmidt-Eenboom sowie dem Psychiater und Militärmedizin-Forscher Peter Riedesser, die Folgen des Einsatzes von Atomwaffen und die Methoden und Folgen militärischen Drills dar. Die Staatsanwaltschaft vertrat mit Hilfe der von der Bundeswehr gestellten Sachverständigen, eines Generals und eines hohen Ministerialbeamten, die Auffassung, dass die Bundeswehr alleine den Auftrag der Abschreckung und unmittelbaren Landesverteidigung zu verfolgen habe, niemals aber Krieg außerhalb der Bundesrepublik führen werde. Auf die Frage des Vorsitzenden, was sie tun würden, wenn die Abschreckung versage, erklärten sie, sie würden sofort zurücktreten. Nach insgesamt fünf verschiedenen Urteilen des Amtsgerichts Frankfurt am Main, des Frankfurter Landgerichts und des Oberlandesgerichts endete der Rechtsstreit erst 1992 mit einer Einstellung wegen geringer Schuld, nachdem das Bundesverfassungsgericht in einem Parallelverfahren inzwischen die Tucholsky-Worte als durch Art. 5 Abs. 1 GG (Meinungsfreiheit) gedeckt bezeichnet hatte.
Besonders gegen die Freisprüche von 1987 und 1989 erhob sich heftiger öffentlicher Protest. Unter anderem kritisierten Bundespräsident von Weizsäcker, Bundeskanzler Kohl, Außenminister Genscher, Verteidigungsminister Stoltenberg und Justizminister Kinkel öffentlich die Entscheidungen. Die beiden Vorsitzenden Richter des Landgerichts, das jeweils auf Freispruch erkannt hatte, erhielten schriftlich und telefonisch Morddrohungen und die Kanzlei der Verteidiger wurde durch einen Brandanschlag zerstört. Der Bundestag debattierte in einer Aktuellen Stunde und es wurden Rufe nach einem Ehrenschutzgesetz für Soldaten laut. Im Rahmen der öffentlichen Debatte fielen außerdem Äußerungen, die weitere Prozesse nach sich zogen. Dagegen begrüßten Soldaten des „Darmstädter Signals“ öffentlich die Freisprüche und Anwälte des Republikanischen Anwältinnen- und Anwältevereins stellten sich öffentlich hinter die Aussage. Die Bundeswehr ging gegen die Soldaten (darunter Helmuth Prieß) disziplinarisch vor, scheiterte damit aber vor dem Bundesverfassungsgericht, das die Disziplinarurteile des Bundesverwaltungsgerichts aufhob.

### Entscheidungen des Bundesverfassungsgerichts 1994 und 1995

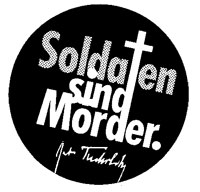
Autoaufkleber, der zu Verurteilungen wegen Beleidigung und Volksverhetzung führte, die das Bundesverfassungsgericht jedoch 1994 aufhob.

Schon 1992 hatte sich das Bundesverfassungsgericht mit einer Abwandlung des Tucholsky-Zitats zu befassen. Es hob ein früheres Urteil gegen das Satiremagazin Titanic auf, das den Namen eines behinderten Reserveoffiziers mit dem Zusatz „geb. Mörder“ versehen hatte.
Ein ungleich größeres Echo riefen die Entscheidungen des Bundesverfassungsgerichts vom 25. August 1994 und vom 10. Oktober 1995 hervor.
1994 entschied das Bundesverfassungsgericht im Fall eines Pazifisten, der während des Zweiten Golfkrieges sein Auto mit drei Aufklebern versehen hatte, darunter einer mit dem Tucholsky-Zitat. Es hob ein Urteil des Amtsgerichts Krefeld auf, das den Angeklagten zu einer Geldstrafe verurteilt hatte. Unter anderem argumentierte das Bundesverfassungsgericht damit, dass „Mörder“ nicht in seiner juristischen Definition verstanden werden müsse, dass der Gesamtzusammenhang der Aufkleber nicht ausreichend gewürdigt worden sei und dass ein spezieller Bezug zur Bundeswehr nicht bestehe.
In der Entscheidung von 1995 über gleich vier ähnliche Verfassungsbeschwerden – darunter wegen eines Spruches mit der falschen Übersetzung “A soldier is a murder” (deutsch: „Ein Soldat ist ein Mord“) statt “A soldier is a murderer” – hob das Bundesverfassungsgericht, das im selben Jahr schon wegen des Kruzifix-Beschlusses im Zentrum der öffentlichen Diskussion stand, erneut Urteile gegen Pazifisten auf. Einer der Gründe war wiederum, dass die Gerichte ungerechtfertigterweise eine spezifische Beleidigung der Bundeswehr in der allgemeineren Aussage gesehen hätten.
Ähnlich wie schon bei den Frankfurter Soldatenurteilen gab es aus der Politik scharfe Kritik an der Entscheidung des Bundesverfassungsgerichts, teilweise schon bevor die Entscheidungsgründe bekannt waren. Nach anonymen Morddrohungen wurden die Richter sogar vorübergehend unter Polizeischutz gestellt. Nach beiden Entscheidungen wurde in den Folgemonaten in Zeitungsartikeln und Leserbriefen eine Debatte geführt, in der es nicht nur um die Entscheidung, sondern auch um die Sachfrage ging, unter welchen Umständen es gerechtfertigt sein könnte, Soldaten als Mörder zu bezeichnen. Auch aus juristischen Kreisen gab es teils scharfe Kritik an den Entscheidungen. Dem Bundesverfassungsgericht wurde unter anderem mehrfach vorgeworfen, als Superrevisionsinstanz fungiert zu haben.

### Ehrenschutz für Soldaten und Abklingen der Debatte
Die öffentlichen Diskussionen um die verschiedenen Gerichtsentscheidungen, nach denen die Verwendung des Tucholsky-Satzes straffrei blieb, hatten eine weitere Popularisierung des Zitats zur Folge. So versuchten Demonstranten 1995, verschiedene Gelöbnisse und Zapfenstreiche anlässlich des 40. Geburtstages der Bundeswehr durch „Mörder“- und „Tucholsky!“-Rufe zu stören. Als Reaktion auf die Beschlüsse des Bundesverfassungsgerichts sowie auf diese Geschehnisse forderten die regierenden Parteien CDU/CSU und FDP, einen gesonderten Ehrenschutz der Bundeswehrsoldaten im Gesetz zu verankern. Konkret sollte ein § 109b StGB nach erster Lesung im März 1996 lauten:

„Wer öffentlich, in einer Versammlung oder durch Verbreitung von Schriften (§ 11 Abs. 3) Soldaten in Beziehung auf ihren Dienst in einer Weise verunglimpft, die geeignet ist, das Ansehen der Bundeswehr oder ihrer Soldaten in der öffentlichen Meinung herabzuwürdigen, wird mit Freiheitsstrafe bis zu drei Jahren oder mit Geldstrafe bestraft.“

Die Presse reagierte überwiegend negativ auf den Gesetzesentwurf. Besonders kritisch wurde aufgenommen, dass hier ein Grundrecht – das Recht auf Meinungsfreiheit gemäß Art. 5 GG – angetastet werden sollte, um Kritik einer Minderheit an einer Institution der Bundesrepublik Deutschland einzudämmen. Zur endgültigen Lesung brachten die Regierungsparteien den Gesetzentwurf 1996 nicht, so dass dieser zunächst in Vergessenheit geriet.
Im Juni 1999 wurde der Gesetzentwurf von Seiten der CDU/CSU vor dem Hintergrund geplanter Kampfeinsätze von Bundeswehrsoldaten im Rahmen der KFOR noch einmal wiederbelebt. Während die FDP zustimmte, lehnten SPD, Grüne und PDS die Änderung ab. Die Mehrheitsverhältnisse im Bundestag hatten sich mit der Bundestagswahl 1998 geändert, und die neue Regierungskoalition folgte der Empfehlung des federführenden Rechtsausschusses und lehnte die Gesetzesänderung ab. Der Bundestag gab als Begründung an:

„Nach Ansicht der Mehrheit des Hauses ist ein besonderer strafrechtlicher Ehrenschutz für die Bundeswehr weder gerechtfertigt oder erforderlich, noch werde dieser von den Streitkräften selbst gewünscht.“

Die öffentliche Debatte hatte sich allerdings schon Ende 1996 bis Anfang 1997 weitgehend gelegt.

### Auseinandersetzungen 2010
Im Jahr 2010 wurde die Debatte um das Zitat wiederbelebt, als die Staatsanwaltschaft ein Verfahren gegen den Journalisten und Linke-Politiker Thies Gleiss einleitete. Dieser wurde schließlich von einem Berliner Amtsgericht zunächst zu einer Geldstrafe verurteilt, und in der nächsten Instanz freigesprochen. Gleiss hatte in einem Kommentar in der Jungen Welt, auf den von Oberst Georg Klein angeordneten Luftangriff bei Kundus anspielend, geschrieben:

„An der Berliner Mauer starben 136 Menschen eines gewaltsamen Todes, das ist unmenschlich und verbrecherisch, aber in Afghanistan haben von SPD und Grüne geschickte Mördersoldaten schon deutlich mehr Menschen umgebracht.“

### Satirische Rezeption
Die öffentlichen und gerichtlichen Auseinandersetzungen wurden begleitet von satirischen und kabarettistischen Beiträgen, deren Verfasser sich fast ausnahmslos auf die Seite der Meinungsfreiheit schlugen. Ein oft verwendetes Motiv ist hierbei die Verfremdung des Zitats, das man in seiner ursprünglichen Form nicht verwenden dürfe. So fragt Wiglaf Droste in Gedichtform „Sind Soldaten Faxgeräte?“, um mit „Mörder soll man Mörder nennen“ zu enden. Aus dem Programm des Kabarettisten Matthias Deutschmann stammt der Satz: „Soldaten sind Marder und fahren Leopard.“
Dieter Hildebrandt fragte im Scheibenwischer vom 2. November 1989:

„Was wäre, wenn alle Soldaten nicht potentielle … sondern potentielle Deserteure wären? Was würde Bonn denn wohl dazu sagen?“

In der ersten Folge der Kabarettsendung Neues aus der Anstalt vom 23. Januar 2007 betrat Georg Schramm als Kunstfigur Oberstleutnant Sanftleben die Bühne, mit einem Button am Revers mit der Aufschrift „Soldaten sind Mörder“, und fragt den ebenfalls auf der Bühne stehenden Jochen Malmsheimer nach seiner Meinung dazu, worauf dieser erwidert:

„Würde es Sie stören, wenn hier stünde ‚Metzger sind Fleischer‘?“

## Sprachliche, juristische und inhaltliche Diskussion der Aussage
Die Aussage „Soldaten sind Mörder“ ist sowohl aus linguistischer als auch aus juristischer Perspektive analysiert worden. Außerdem wurde parallel zu der Debatte um die Strafwürdigkeit konkreter Äußerungen stets auch darüber diskutiert, ob der Satz inhaltlich zutrifft oder falsch ist.

### Sprachliche Analyse
Die Bedeutung des Satzes „Soldaten sind Mörder“ ist nicht eindeutig, da sowohl das Subjekt (Soldaten) als auch das Prädikativum (Nominativobjekt, Gleichsetzungsnominativ) des Satzes (Mörder) auf verschiedene Arten verstanden werden können.
„Mord“ hat in der juristischen Fachsprache eine klar definierte Bedeutung: Gemäß § 211 StGB ist Mörder,

„wer aus Mordlust, zur Befriedigung des Geschlechtstriebs, aus Habgier oder sonst aus niedrigen Beweggründen, heimtückisch oder grausam oder mit gemeingefährlichen Mitteln oder um eine andere Straftat zu ermöglichen oder zu verdecken, einen Menschen tötet.“

Befürworter des Zitats sehen zwar im Zeitalter von Massenvernichtungswaffen die Mittel, mit denen Soldaten töten, als gemeingefährlich an. Niedrige Beweggründe sehen die meisten Kommentatoren jedoch nicht gegeben, da Soldaten auf Befehl und nicht aus Niedertracht töten.
Kurt Tucholsky kannte diese Definition indes nicht, denn der § 211 StGB wurde erst 1941 durch die Nationalsozialisten zum jetzigen Wortlaut geändert (ausgenommen das Strafmaß, das 1953 auf lebenslange Haft geändert wurde). Zuvor hieß der § 211 StGB:

„Wer vorsätzlich einen Menschen tötet, wird, wenn er die Tötung mit Überlegung ausgeführt hat, wegen Mordes mit dem Tode bestraft.“

In ähnlicher Form wird Mord auch heute noch beispielsweise im britischen Strafrecht definiert.
In der Alltagssprache wird der Begriff „Mord“ in einem allgemeineren Sinn gebraucht. Oft wird nicht zwischen Mord und Totschlag unterschieden, oder es wird Mord als „jede Tötung eines Menschen […], die als ungerechtfertigt beurteilt und deshalb missbilligt wird“, oder einfach als „Töten (von Menschen)“ verstanden.
Auch die Extension des Subjekts „Soldaten“ ist wegen des Nullartikels nicht eindeutig. Als „Manche Soldaten sind Mörder“ verstanden, verliert der Satz an Brisanz, denn es ist nicht klar, welche Teilmenge der Soldaten gemeint ist. Als „Alle Soldaten sind Mörder“ ist der Satz selten gemeint, denn selbst in Kriegszeiten gab es Soldaten, die nicht in Kämpfe verwickelt waren und nicht getötet haben. Auch im Kontext der Originalaussage Tucholskys geht es um Soldaten, die im Krieg töten. Später wurde der Satz daher mehrmals in der abgewandelten Form „(Alle) Soldaten sind potentielle Mörder“ verwendet, die die Kontroversität der Aussage aufrechterhält. Die so veränderte Aussage soll besagen, dass das Töten im Krieg Mord ist und dass Soldaten, die zum Töten ausgebildet werden, hierdurch potentielle Mörder sind.

### Juristischer Hintergrund
Versteht man die Äußerung „Soldaten sind Mörder“ als Werturteil, so entzieht sie sich einer Einordnung in die Kategorien wahr/falsch. Es handelt sich also um eine Meinung, deren Äußerung durch den Art. 5 Abs. 1 GG geschützt ist. Dieser Schutz wird eingeschränkt durch Art. 5 Abs. 2 (allgemeine Gesetze), zu dem insbesondere die „Vorschriften der allgemeinen Gesetze“ sowie das „Recht der persönlichen Ehre“ gehören. Gerichte müssen daher stets eine Abwägung zwischen den Grundrechten der Meinungsfreiheit und der persönlichen Ehre vornehmen. Hierbei hilft das Prinzip der praktischen Konkordanz, das nach einem Ausgleich zielt, der beide Grundrechte berücksichtigt. Da das Ergebnis einer solchen Abwägung stark von den Umständen abhängt, unter denen die Aussage im jeweiligen Einzelfall ausgesprochen wurde, kam es in der Vergangenheit sowohl zu Verurteilungen als auch zu Freisprüchen, so dass für viele Beobachter keine einheitliche Rechtsprechung erkennbar war.
Ob eine Verwendung des Mörderzitats den Straftatbestand der Volksverhetzung (§ 130 Abs. 1 StGB) erfüllen kann, ist umstritten. In einigen Fällen kam es zu Verurteilungen aufgrund des § 130 StGB, die jedoch teilweise von höheren Instanzen aufgehoben wurden. Da der Straftatbestand der Volksverhetzung, verglichen mit dem der Beleidigung, höhere Voraussetzungen, also etwa einen besonders schweren Angriff, erfordert, tritt er in der Praxis gegenüber letzterem zurück.
Ausgangspunkt ist daher in den meisten Fällen der Straftatbestand der Beleidigung (§ 185 StGB). Unstrittig ist, dass einzelne Menschen beleidigungsfähig sind („Soldat X ist ein Mörder“). Es ist weiter anerkannt, dass natürliche Personen wie Soldaten auch unter einer Kollektivbezeichnung beleidigt werden können, wenn der Täter einen Personenkreis bezeichnet, welcher zahlenmäßig überschaubar ist und auf Grund bestimmter Merkmale so klar umgrenzt ist, dass er deutlich aus der Allgemeinheit hervortritt. In solchen Fällen ist die Beleidigung auf jedes Mitglied des Personenkreises gemünzt. Nach herrschender Meinung ist die Gesamtzahl der Bundeswehrsoldaten beleidigungsfähig, da sie zwar groß, jedoch überschaubar und abgrenzbar ist. Auf die Gesamtzahl der Soldaten auf der Welt trifft dies jedoch nicht zu, so dass es in vielen Prozessen um das Tucholskyzitat eine zentrale Frage war, ob speziell die Soldaten der Reichswehr bzw. der Bundeswehr gemeint waren.
Davon zu unterscheiden ist, dass auch Organisationen selbst beleidigt werden können, soweit diese eine rechtlich anerkannte gesellschaftliche Aufgabe erfüllen und einen einheitlichen Willen bilden können. Demnach wäre die Bundeswehr auch als Organisation beleidigungsfähig.
Als Rechtfertigungsgrund für die Verwender des Tucholskysatzes wird das Prinzip der Wahrnehmung berechtigter Interessen (§ 193 StGB) herangezogen, welches die Verhältnismäßigkeit des § 185 StGB regelt. Durch den § 193 StGB wird die Möglichkeit geschützt, Kritik auch in offensiver Form äußern zu können, und so etwa Missstände aufdecken zu können, ohne daran durch einen einseitigen Ehrenschutz gehindert zu werden. So stützten sich die Richter im Frankfurter Soldatenurteil von 1989 auf den § 193 StGB und entschieden, dass der Beklagte angesichts der Umstände, in denen die Äußerung gefallen war (er warnte in einer Podiumsdiskussion vor den Folgen eines Atomkrieges), berechtigte Interessen wahrnahm.
Das Bundesverfassungsgericht vertritt in ständiger Rechtsprechung die Wechselwirkungslehre, welche besagt, dass Gesetze, welche die Grundrechte (hier: das Recht auf Meinungsfreiheit) beschränken, ihrerseits im Lichte der Bedeutung dieses Grundrechtes gesehen und interpretiert werden müssen. Diese im Lüth-Urteil begründete Lehre führt zu einer Stärkung des Rechtes der Meinungsfreiheit gegenüber dem Tatbestand der Beleidigung.
Im Zusammenhang mit der Wechselwirkungslehre ist die Vermutungsformel ein weiterer Grundsatz, auf den sich die Verfassungsrichter berufen. Gemäß dieser gilt bei einem „Beitrag zur öffentlichen Meinungsbildung“ zunächst einmal eine grundsätzliche „Vermutung zugunsten der Freiheit der Rede“, so dass Ausnahmen einer gesonderten Begründung bedürfen.
In dem Beschluss vom 10. Oktober 1995 betonte das Bundesverfassungsgericht, dass Meinungen zu öffentlichen Kontroversen geradezu ein konstituierendes Merkmal der freiheitlichen demokratischen Grundordnung seien.
Außerdem mahnte das Bundesverfassungsgericht, dass sich die Gerichte bei der Ermittlung der Aussageabsicht des Beklagten vom bloßen Wortlaut der Aussage zu lösen haben. Entscheidend sei insbesondere, dass die Aussage „Soldaten sind Mörder“ nicht zwingend bedeutet, Soldaten hätten sich wegen Mordes im Sinne des § 211 StGB strafbar gemacht. Es sei vielmehr zu untersuchen, was der Grundrechtsträger mit dem Begriff „Mörder“ gemeint habe. Das liege nahe, weil das Wort „Mörder“ umgangssprachlich völlig anders benutzt werde, als es im juristischen Kontext definiert sei. In diesem Rahmen kann es völlig dahingestellt bleiben, ob und unter welchen Voraussetzungen Soldaten im strafrechtlichen Sinne Mörder sein können.

### Inhaltliche Debatte
Auch wenn Medien und Politiker dies oft anders darstellten, fiel es meist nicht in den Aufgabenbereich der Gerichte, die Frage nach der Korrektheit der Aussage zu klären. Vor Gericht wurde daher stets nur darüber entschieden, ob es in der jeweiligen Situation im Rahmen der Meinungsfreiheit zulässig war, Tucholskys Satz auszusprechen.
In der Öffentlichkeit wurde dagegen seit 1931 parallel immer auch darüber debattiert, ob der Satz zutrifft oder falsch ist.
Eines der Gegenargumente ist, dass das Töten im Krieg zwar als Mord einzustufen ist, die Soldaten aber nicht als Mörder. So schrieb Franziskus Maria Stratmann, der der katholischen Friedensbewegung angehörte, bereits 1932, dass Soldaten nicht willentlich töten würden, sondern ein „willenloses Werkzeug“ ihrer Befehlshaber seien. Deshalb seien nicht die Soldaten, sondern die „Staaten und Völker“ die eigentlichen Mörder. Ähnlich äußerte sich der Pazifist Kurt Hiller, der 1932 hervorhob, dass ein Soldat nicht nur bereit sein solle, Unschuldige zu töten, sondern auch dazu, schuldlos getötet zu werden. Als Mörder könne man daher höchstens die Befehlshaber, also Generäle, Minister und Präsidenten bezeichnen. Die Ansicht, dass die eigentlichen Mörder nicht die einfachen Soldaten seien, wurde auch in späteren Diskussionen häufig vertreten:

„Warum werden immer nur die Millionen Ausführenden Mörder genannt, die auch millionenfach sterben durften und dürfen, während die Kriegsplaner, Propagandisten und Befehlsgeber zu ‚historischen Gestalten‘ aufsteigen?“

In eine andere Richtung zielt das Argument, dass es falsch sei, Soldaten in ihrer Allgemeinheit als Mörder zu bezeichnen, weil damit Soldaten von speziellen Armeen miteingeschlossen würden, die für eine gute Sache kämpfen. Kurt Hiller vertrat dieses Argument und meinte die kommunistischen Soldaten im Russischen Bürgerkrieg; spätere Kommentatoren nannten die alliierten Soldaten, die die Welt von Hitler befreit haben oder die Soldaten der Bundeswehr, die für humanitäre Ziele und zur Friedenssicherung eingesetzt würden. Die Vertreter dieses Arguments bestreiten meist nicht die Zulässigkeit, Soldaten anderer Armeen als Mörder zu bezeichnen.
Speziell auf Soldaten der Bundeswehr bezogen, halten die meisten Politiker, die sich zu dem Zitat geäußert haben, das Töten im Krieg für gerechtfertigt. Der damalige verteidigungspolitische Sprecher der SPD, Walter Kolbow, fasste diese Auffassung 1994 folgendermaßen zusammen:

„[…] Streitkräfte sind ein konstitutives Element der wehrhaften Demokratie. Damit ist die Tötung, die ein Soldat im Verteidigungsfall vornehmen muss, gerechtfertigt.“

Viele Kommentatoren betonten den grundgesetzlich festgeschriebenen Auftrag der Bundeswehr zur Verteidigung und die Tatsache, dass Bundeswehrsoldaten bis dato in keinerlei kriegerische Auseinandersetzungen verwickelt waren.
Der katholische Militärbischof Johannes Dyba hielt die Verwender des Zitates für „keine Friedensstifter, sondern Brunnenvergifter“ und betonte, dass der Auftrag der Soldaten gerade darin bestehe, Unrecht wie Massenmord zu verhindern.
Es gab jedoch auch Stimmen, die sich mit Argumenten inhaltlich hinter das Zitat stellten: Von Bundeswehrsoldaten des Arbeitskreises Darmstädter Signal wurde die Aussage „Alle Soldaten sind potentielle Mörder“ gerechtfertigt mit der speziellen Situation der Soldaten im Zeitalter von Massenvernichtungswaffen:

„[…] zum anderen halten wir die Aussage ‚alle Soldaten sind potentielle Mörder‘ für inhaltlich richtig. Gerade die immer noch gültige Strategie der atomaren Abschreckung bringt uns in Gewissensnot, weil sie bei ihrem Versagen zum massenhaften unterschiedslosen Töten zwingt.“

Sieben Vorstandsmitglieder des Republikanischen Anwältinnen- und Anwältevereins verteidigten die Bezeichnung „potentielle Mörder“ ebenfalls öffentlich. Sie führten das Argument an, dass die Geschichte durchsetzt sei mit Verbrechen gegen die Zivilbevölkerung, die von Soldaten ausgeübt worden seien.